# 山県市図書館
山県市図書館（やまがたしとしょかん）は、岐阜県山県市にある公共図書館。
山県市歴史民俗資料館、山県市美術館を併設する。

## 概要
元は山県郡伊自良村の伊自良村図書館である。1986年（昭和61年）4月1日に開館。2003年（平成15年）4月1日に高富町、伊自良村、美山町が合併し、山県市となると山県市伊自良図書館に改称する。その後山県市図書館に改称する。
建物は山県市図書館を中心とし、山県市歴史民俗資料館、山県市美術館を併設する。1階に図書館と美術館、2階に歴史民俗資料館がある。
2019年度（令和元年度）末時点の分総蔵書数は105,713冊である。
分室として、高富地区の山県市高富中央公民館図書室、美山地区の山県市みやまジョイフル倶楽部図書室がある。

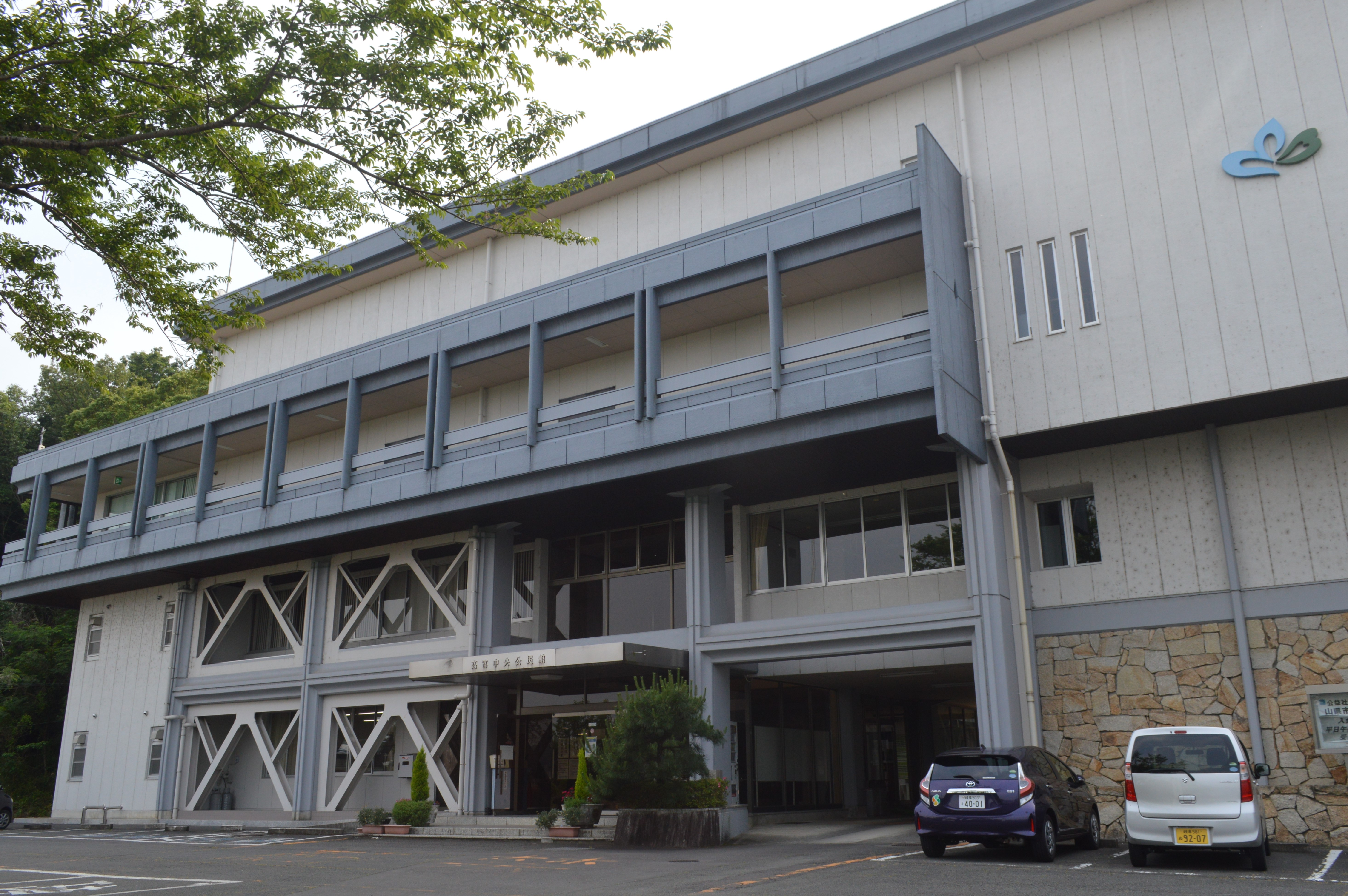
分室がある山県市高富中央公民館
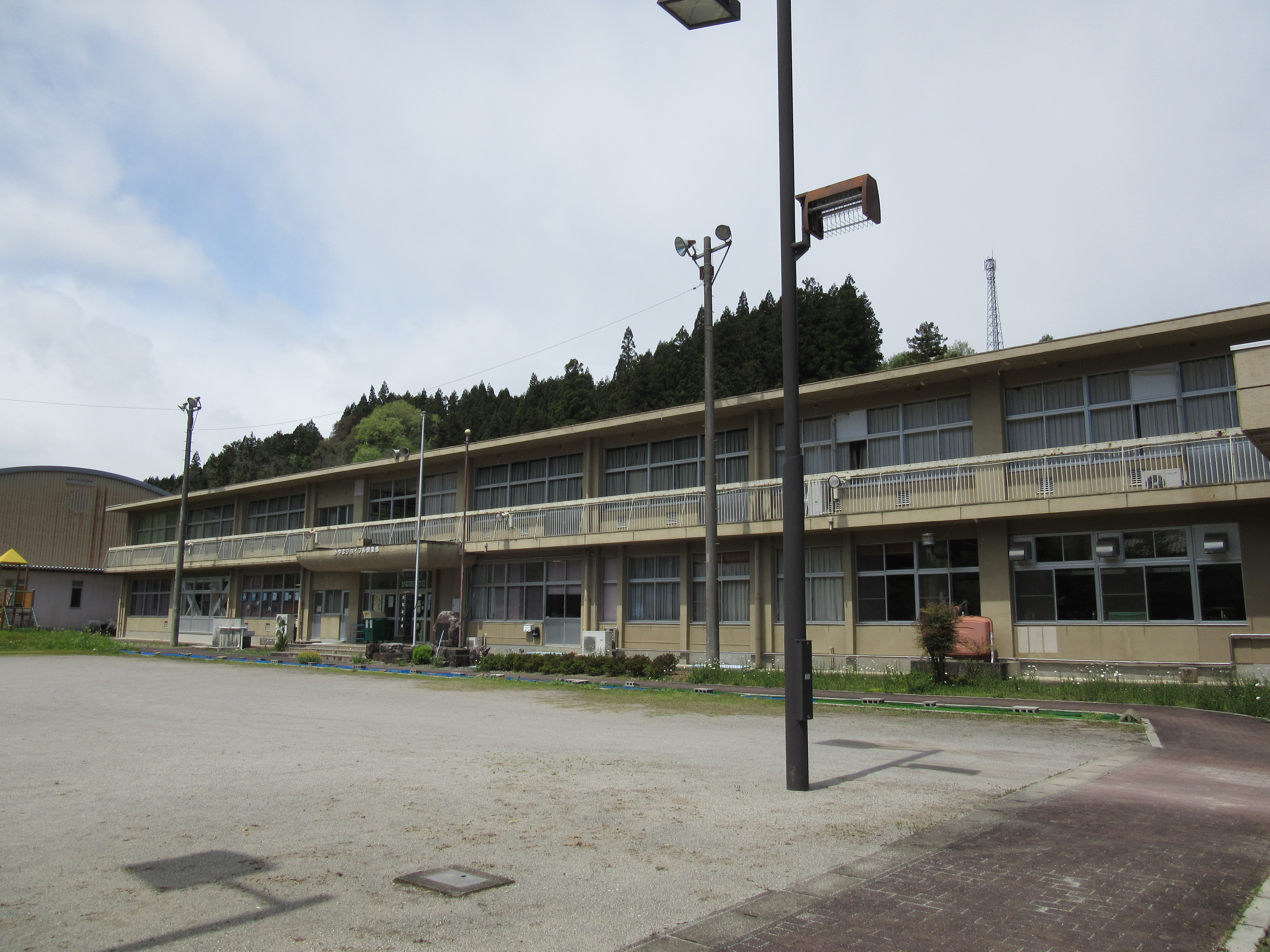
分室がある山県市みやまジョイフル倶楽部

## 施設概要

### 図書館
- 1986年（昭和61年）4月1日開館。延床面積は669.79m2[2][3]。
- 閲覧室、実習室、視聴覚室がある。

### 歴史民俗資料館
- 1986年（昭和61年）11月、伊自良村歴史民俗資料館として開館[1]。2003年に山県市伊自良歴史民俗資料館に改称し、その後山県市歴史民俗資料館に改称。延床面積は616.90m2[2]。
- 第一展示室と昆虫コーナーがあり、第一展示室には旧・伊自良村を中心とした生活、産業、教育、開拓などの資料を展示、昆虫コーナーには旧・伊自良村で採集された昆虫の標本を展示する。
- 山県市みやまジョイフル倶楽部に分室がある[7]。

### 美術館
- 1992年（平成4年）11月、伊自良村美術館として開館[1]。2003年に山県市伊自良美術館に改称し、その後山県市美術館に改称。延床面積は297.46m2[2]。
- 旧・伊自良村出身の画家、島戸繁の作品を中心に展示する。

## 利用案内

### 図書館
- 開館時間：9:00 - 17:00
- 休館日：月曜日（当日が祝日の時は翌日）、祝日の翌日（祝日の土・日曜日の場合は開館）、年末年始（12月28日 - 1月3日）、図書館資料総点検期間
- 貸出
  - 貸出点数：1人10点まで（ただしAV資料は2点まで）
  - 貸出期間：14日間

### 歴史民俗資料館
- 開館時間：9:00 - 17:00[8]。
- 休館日：月曜日（その日が祝日である場合は、その翌日）、祝日の翌日（祝日の翌日が土・日曜日又は祝日である場合を除く）、年末年始（12月28日 - 1月3日）[8]

### 美術館
- 開館時間：9:00 - 17:00[9]。
- 休館日：月曜日（その日が祝日である場合は、その翌日）、祝日の翌日（祝日の翌日が土・日曜日又は祝日である場合を除く）、年末年始（12月28日 - 1月3日）[9]

## 交通アクセス

### 公共交通機関
- ハーバス伊自良・大桑線「伊自良支所」バス停より徒歩約4分。

## 周辺施設
- 伊自良コミュニティセンター
- 山県市立伊自良中学校